# گوتینگن (لانگناو)
گوتینگن (به آلمانی: Göttingen) یک منطقهٔ مسکونی در آلمان است که در لانگناو (وورتمبرگ) واقع شده‌است. گوتینگن ۱٬۱۴۸ نفر جمعیت دارد.